# Porto Lucena
Porto Lucena är en kommun i Brasilien.   Den ligger i delstaten Rio Grande do Sul, i den södra delen av landet, 1 500 km sydväst om huvudstaden Brasília. Antalet invånare är 5 421.
Omgivningarna runt Porto Lucena är en mosaik av jordbruksmark och naturlig växtlighet. Runt Porto Lucena är det ganska glesbefolkat, med 24 invånare per kvadratkilometer.